# Adornate
L’Adornate est une goélette roumaine, de construction néerlandaise, qui a été réaménagée de 1997 à 2006 en voilier-charter.

## Histoire
Elle participe aux Tall Ships' Races en classe B et à la Mediterranean Tall ships Regatta 2013, notamment à l'escale de Toulon Voiles de Légende.

## Notes et références

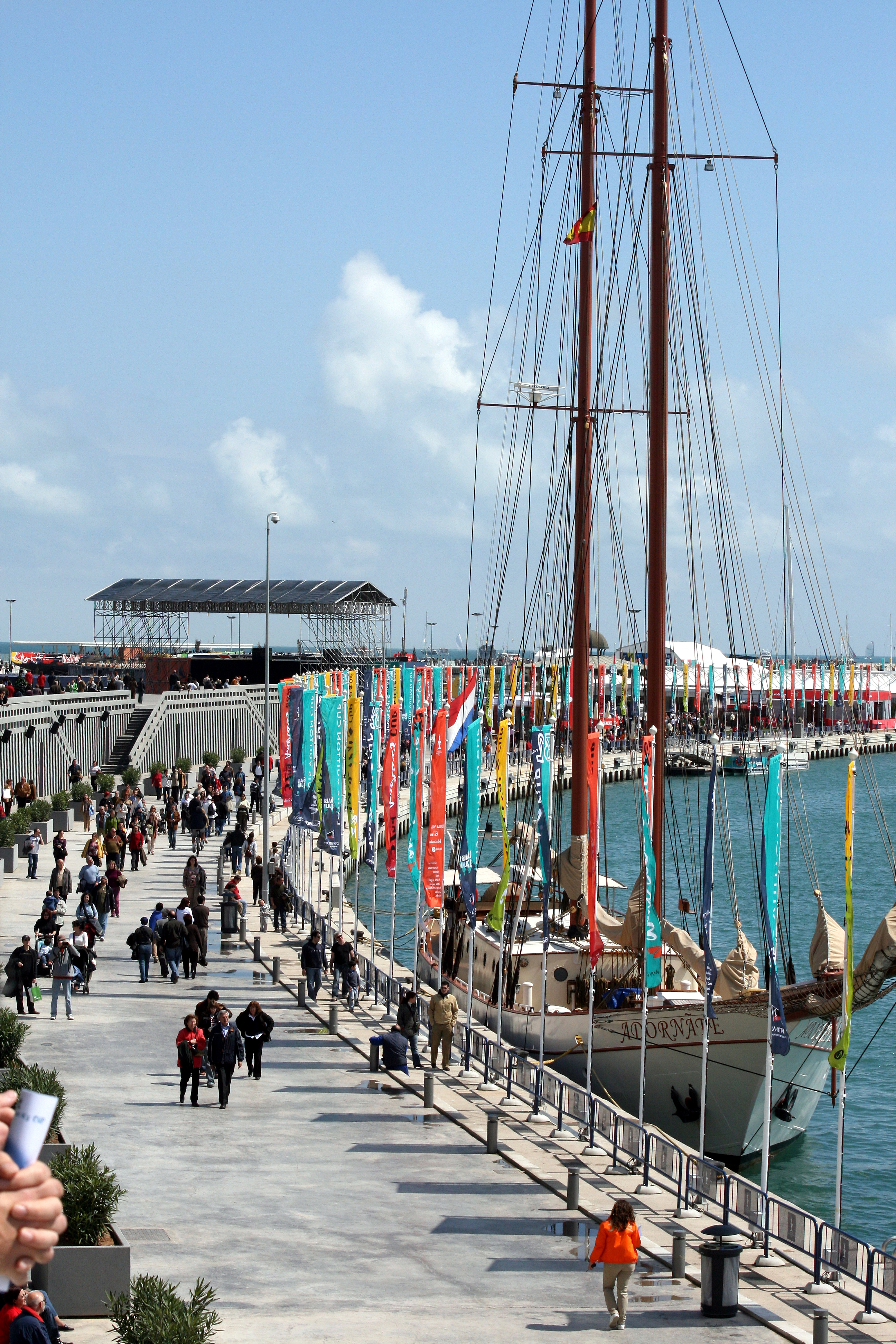
À quai à Valence en 2007